# Bajauana chloris
Bajauana chloris är en insektsart som beskrevs av Ronald Gordon Fennah 1980. Bajauana chloris ingår i släktet Bajauana och familjen kilstritar. Inga underarter finns listade i Catalogue of Life.